# Taurolema bellatrix
Taurolema bellatrix är en skalbaggsart som beskrevs av Thomson 1860. Taurolema bellatrix ingår i släktet Taurolema och familjen långhorningar.
Artens utbredningsområde är:
- Guyana.
- Surinam.

Inga underarter finns listade i Catalogue of Life.